# Bábonyibérc
A Bábonyibérc Miskolc egyik városrésze. A Belvároshoz közeli, attól északnyugatra elterülő, nagyrészt kertvárosi zöldövezeti városrész. Bábonyibérc több dombból áll, melyek közt a Pece-patak különböző ágai folynak. Délről Bodótető és a Vologda városrész, keletről a Szentpéteri kapu határolja, észak és nyugat felől beépítetlen zöldterület. Túlnyomórészt a 20. század második felében és a 21. század elején épült be, teljesen családi házas környék, újonnan beépült utcáit kifejezetten a jómódú felső-középosztály lakja. Ezzel éles ellentétet képez a városrész középső völgyében, a Pece főága mellett elterülő kisebb szegregátum, Bábonyibérc-Újtelep, melynek felszámolása napjainkban tart.

## Története
A Bábonyibérc a mai Miskolc területén található többi dombhoz (Avas, Tetemvár) hasonlóan eredetileg szőlőtermesztő környék volt, pincesora azokéval egyidőben alakult ki, már 1613-ban említik. A miskolci pincék első pontos felmérése szerint, melyet Domby István készített 1817-ben, Bábonyibércen 262 pince helyezkedett el. A borsodi bortermelés a filoxérajárvány miatt nagyrészt megszűnt, valószínűleg ennek köszönhető, hogy a Bábonyibérc szőlőtermesztő helyből lassan kezdett lakott területté válni. 1932 tavaszán a Bábonyibérc aljában jött létre a Honfoglalótelep nevű, nyomornegyednek nevezhető telep, amelynek lakói kalyibákban és barlanglakásokban éltek; sok más magyarországi nyomornegyedhez hasonlóan eleinte a trianoni diktátum utáni menekültek lakták, majd elgettósodott. A Déli Hírlap 1969-ben már arról számolt be, hogy a Bábonyibérc Miskolc legzsúfoltabb része, ahol apró családi házak és pincék sorjáznak egymás mellett, és ideje lenne szanálni az egészet. Az ezt követő évtizedekben több területrendezési program is született, napjainkban a városrész kertesházas jellegű belterület.

## Közlekedése
A városrészt a 11-es busz látja el tömegközlekedéssel, ami 1972. augusztus 30 óta jár a Búza tér és a Bábonyibérc között. 1983 és 1993 között a Búza tér helyett a Gömöri pályaudvar volt a végállomása. Egyedi, Y útvonalú járat, mert a városrész két nagy dombját is bejárja.

## Közigazgatás
Az önkormányzati választásokon a miskolci 12-es választókörzet része, képviselője a közgyűlésben 2019-2024 közt Erdei Sándor Zsolt volt, majd 2024-ben a fideszes Hollósy András váltotta. 

## Ismert emberek
Itt élt Kriza Ákos volt polgármester.